# 조선공화당
조선공화당(朝鮮共和黨)은 대한민국 제헌국회의원 선거에서 1석의 당선자를 내던 대한민국의 정당이다.
당시 당선자는 경상남도 동래군 선거구(제16선거구)에서 당선되었던 김약수이다.